# Charles Davis Lucas
Charles Davis Lucas (19 de fevereiro de 1834 - 7 de agosto de 1914) foi um militar irlandês que foi o primeiro destinatário da Cruz Vitória, a mais prestigiada condecoração por bravura em face ao inimigo que pode ser concedido a um militar da Commonwealth.